# Harald Stenvaag
Harald Stenvaag (* 5. März 1953 in Ålesund) ist ein ehemaliger norwegischer Sportschütze.

## Erfolge
Harald Stenvaag nahm sechsmal an Olympischen Spielen teil. 1984 belegte er in Los Angeles mit dem Luftgewehr den siebten Platz, während er mit dem Kleinkaliber im Dreistellungskampf den 14. sowie im liegenden Anschlag den 17. Platz erreichte. 1988 in Seoul verbesserte er sich mit dem Luftgewehr auf den fünften und mit dem Kleinkaliber im Dreistellungskampf auf den siebten Rang. Vier Jahre darauf kam er dagegen in Barcelona mit dem Luftgewehr nicht über den 18. Platz hinaus. Mit dem Kleinkaliber wurde er im Dreistellungskampf Fünfter, während er im liegenden Anschlag mit 701,4 Punkten gar den zweiten Platz belegte und damit hinter Lee Eun-chul und vor Stevan Pletikosić die Silbermedaille gewann. Bei den nachfolgenden Spielen trat er nur noch in den Kleinkaliber-Disziplinen an und schloss diese 1996 in Atlanta auf dem 41. Platz im Dreistellungskampf und dem 30. Platz im liegenden Anschlag ab. Bei den Olympischen Spielen 2000 in Sydney qualifizierte sich Stenvaag mit 1175 Punkten im Dreistellungskampf für das Finale, in dem er weitere 93,6 Punkte erzielte. Mit insgesamt 1268,6 Punkten gewann er hinter Rajmond Debevec und Juha Hirvi die Bronzemedaille. Im liegenden Anschlag belegte er den 13. Platz. Die Spiele 2004 in Athen beendete er im Dreistellungskampf auf Rang 30 und im liegenden Anschlag auf Rang elf.
Bei Weltmeisterschaften gewann Stenvaag zwischen 1981 und 2002 insgesamt 21 Medaillen. Achtmal wurde er dabei Weltmeister: 1982 sicherte er sich in Caracas im Einzelwettbewerb im Dreistellungskampf mit dem Standardgewehr ebenso den Titel wie mit der Luftgewehr-Mannschaft. Der nächste Titelgewinn folgte 1986 in Suhl mit dem Freien Gewehr im stehenden Anschlag mit der Mannschaft. 1990 in Moskau gewann er sowohl in der Einzel- als auch der Mannschaftskonkurrenz mit dem Freien Gewehr im liegenden Anschlag die Goldmedaille. Im Jahr darauf gelang ihm in Stavanger ein solcher Erfolg in Einzel- und Mannschaftswettbewerb auch mit dem Luftgewehr. Seinen achten und letzten Weltmeistertitel gewann Stenvaag 2002 in Lahti mit der Kleinkaliber-Mannschaft im liegenden Anschlag. Seine übrigen Medaillengewinne umfassen fünf Silber- und acht Bronzemedaillen. Darüber hinaus wurde er fünfmal in unterschiedlichen Einzeldisziplinen Europameister.
Seine Frau Anne Grethe Jeppesen nahm 1984 ebenfalls an den Olympischen Spielen im Sportschießen teil. Das Paar hat ein Kind.